# Hình tượng con lợn trong văn hóa
Con lợn hay con heo là loài vật đã gắn bó lâu đời với con người và xung quanh đó là nhiều câu chuyện trong văn hóa đại chúng về con lợn. Trong văn hóa, con lợn cũng được cọi với nhiều tên như con heo, chú ỉn, trư, hợi. Trong văn hóa phương Đông, lợn đứng cuối cùng trong 12 con giáp (Hợi) và cũng đứng cuối cùng trong lục súc. Con lợn biểu trưng cho sự phồn thực, tính dục và sự nhàn nhã sung túc. Người ta còn dùng hình ảnh con heo đất như là một biểu tượng về tài chính. Ngoài ra, thủ lợn (đầu heo) là một món sính vật quan trọng trong một mâm cúng ở những buổi lễ long trọng và lễ nghi của người dân Việt Nam. Bên cạnh đó lợn cũng còn là biểu tượng cho thói phàm ăn, sự bẩn thỉu, dơ dáy, ô uế.

## Tổng quan
Lợn nói chung là một chi động vật móng guốc có nguồn gốc ở đại lục Á-Âu được gộp nhóm tổng thể với danh pháp khoa học là Sus, thuộc họ Lợn (Suidae). Lợn rừng đã được thuần hóa và được nuôi như là một dạng gia súc để lấy thịt cũng như da. Các sợi lông cứng của chúng còn được sử dụng để làm một số loại bàn chải, da có thể dùng để sản xuất bóng bầu dục. Ngoài ra, phân của lợn nhà cũng được dùng làm phân chuồng để cải tạo đất. Lợn nhà là một gia súc được thuần hóa, được chăn nuôi để cung cấp thịt. Hầu hết lợn nhà có lớp lông mỏng trên bề mặt da. Chăn nuôi lợn là một ngành hết sức quan trọng, nó cung cấp một số lượng rất lớn thịt cho bữa ăn của hàng tỷ người trên trái đất và là một loại thực phẩm thiết yếu. Lợn nuôi chủ yếu dùng để lấy thịt. Các sản phẩm khác từ thịt lợn như xúc xích, lạp xưởng, jambon. Đầu lợn có thể được dùng làm dưa da đầu lợn. Gan, huyết và các nội tạng khác cũng được dùng làm thực phẩm (lòng lợn).
Là con vật có sự gần gũi với đời sống con người là con vật mà hình ảnh của nó đã đi vào thơ ca, ca dao, hội họa dân gian, và là một biểu tượng văn hóa. Trong 12 con giáp, heo nằm trong số ba con vật cuối cùng (gà, chó, và heo) có mối liên hệ gần với đời sống hàng ngày của con người hơn các con vật khác như rồng, cọp, khỉ. Trong ba con vật cuối cùng của 12 địa chi (gà, chó và heo), heo là con vật có thể nói đã từng song hành với con người trong suốt quãng đường dài tiến hóa. Tuy nhiên, người ta thường khinh con heo và hay nói theo quán tính ngu như heo hay ngu như con lợn. Heo là một trong những con vật có một mối liên hệ lâu đời nhất với con người, không chỉ người Á châu mà còn cả châu Âu và các nền văn minh khác.

## Phương Đông
Lợn là một trong số 12 con vật tượng trưng cho chu kỳ 12 năm của Địa Chi trong nhiều tính toán liên quan tới Can-Chi của người Trung Quốc, Việt Nam, Nhật Bản, Triều Tiên v.v. Nó gắn liền với địa chi Hợi. Những người tin tưởng vào chiêm tinh học Trung Hoa luôn gắn con vật với đặc điểm, đặc tính cá nhân. Xem bài: Hợi. Trư Bát Giới, một nhân vật trong Tây du ký của người Trung Quốc, là một vị thần trên thiên đình có hình dạng nửa người nửa lợn.

### Việt Nam
Đối với người Việt Nam và Trung Quốc, heo được nhân cách hóa qua nhân vật hư cấu nửa người nửa heo Trư Bát Giới, một vị thần trên Thiên đình, trong truyện nổi tiếng Tây du ký. Đối với Việt Nam, dù được xem là biểu tượng của sự may mắn và trù phú như thế, con heo trong dân gian Việt Nam mang nhiều hình tượng tiêu cực. Nói đến heo là người ta nói đến tính lười biếng (lười như heo), ham ăn, bẩn thỉu, và ngu (ngu như heo) ngoài ra còn hình tượng nhục dục (phim con heo). Người dân tộc ở Việt Nam có truyền thuyết Pú Lương Quân của dân tộc Tày vùng Cao Bằng kể về vợ chồng Báo Lương và Sao Cải, sau khi đã trồng được nhiều lúa, bèn nghĩ đến việc vào rừng để bắt heo rừng về nuôi, khu rừng bắt được gọi là Đồng Giáo (rừng heo cỏ), nơi nuôi heo gọi là xóm Chóng Mu (xóm Bờm heo), cánh đồng trồng khoai nuôi heo gọi là Bà Non (ruộng Dọc khoai), mà có thể cư dân Tày cổ có nguồn gốc từ người Việt cổ từ sau khi giải thể nhà nước Văn Lang và Âu Lạc.

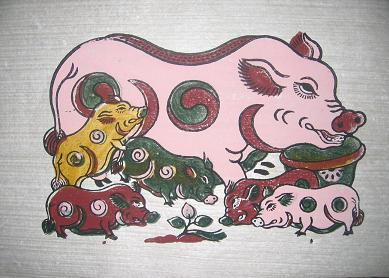
Lợn trong tranh Đông Hồ

Trong văn hóa dân gian Việt Nam, con lợn được thể hiện qua các bức tranh dân gian Đông Hồ, hình ảnh con lợn hiện hữu trên tấm lịch tường gia đình để thiể hiện sự sung mãn, phồn thực, vui vẻ hạnh phúc. Con lợn trong quan niệm văn hóa cổ truyền thuộc dòng Âm ôn hòa nhã nhặn, sinh nở đầy đàn nên yếu tố phồn thực được đề cao trong loại tranh dân gian, chúc tụng năm mới gặp nhiều may mắn, con cháu đông vui, phúc lộc. Bức tranh lợn đàn là biểu tượng của sự sung túc, no đủ, phồn thực. Trên mình lợn có vòng khoáy Âm - Dương ngụ ý phát triển, sinh sôi nảy nở, bức tranh còn thể hiện con lợn mẹ trắng xóa mắt lim dim lờ đờ, mõm tũm tĩm, năm con lợn con, con xanh, con đỏ, con trắng, con tím lúc nhúc cả dưới chân. Hình ảnh lợn Cấn sắc nét nhất là trên tranh Lợn ăn lá ráy, Nghệ nhân Đông Hồ đã quan sát kỹ con lợn phàm ăn, đang sục mõm vào máng, cành lá ráy như động đậy, ước lệ.
Ở vùng đất thuộc hạ nguồn sông Hậu, người Khmer vẫn cho rằng heo năm móng và heo ba giò là những cốt tinh lang thang của người đầu thai, nếu trong nhà có một con heo như thế thì cũng đồng nghĩa với việc nhà ấy gặp những chuyện tai ương khủng khiếp, lục đục chuyện gia đình và người ta tìm mọi cách để tống khứ. Tại Chùa Dơi còn có tên gọi khác là chùa Mã Tộc ở tỉnh Sóc Trăng là nơi chốn những con heo đặc biệt này cư ngụ, cả phần xác lẫn phần hồn. Người Khmer rất sợ heo năm móng, heo ba giò, tức là heo có tới năm móng thay vì bốn móng như bình thường. Còn heo ba giò là một chân có màu đen, một chân có màu trắng.

### Dân tộc khác
Đối với các dân tộc sống tại các đảo ngoài lục địa Đông Nam Á, ngoài việc heo là nguồn cung cấp thực phẩm, heo còn là biểu tượng của sự giàu có, là quà cưới cho cô dâu, và có khi còn là đơn vị hàng hóa quan trọng trong thương trường. Đối với người theo đạo Ấn Độ giáo, thần Visnu có hình dạng con heo, chuyên hành hiệp cứu độ chúng sinh. Ở các bán đảo Thái Bình Dương, loại heo không lông Kapia có địa vị như con người có danh xưng, được mặc áo nghiêm chỉnh, và mặt còn được trang điểm. Người thổ dân da đỏ ở Mĩ cũng xem heo là biểu tượng của sự thịnh vượng và may mắn. Heo thường được dùng làm con vật để tế thần, vì người ta tin rằng heo có linh hồn.

## Phương Tây

### Hy Lạp
Thời Hy Lạp cổ đại, lợn là con vật để hiến tế cho nữ thần Demeter và nó là con vật yêu thích của nữ thần này. Phần mở đầu của các lễ hiến tế Eleusis được bắt đầu bằng việc hiến tế con lợn. Sự chuyển hóa ma thuật biến con người thành lợn được dùng làm cốt truyện trong nhiều câu chuyện, chẳng hạn trong thiên sử thi Odyssey của Homer, trong đó đoàn thủy thủ của con tàu anh hùng bị nữ thần Circe biến thành lợn. Ở châu Âu thời cổ đại, heo là con vật được nữ thần Demeter (thần sinh sản) ưa thích, và do đó heo còn là con vật biểu tượng cho sự thịnh vượng, trù phú.

### Âu Mỹ
Lợn chính là một trong những con vật thân thiết với người Mỹ nhất toàn cầu. Thời kì 13 bang còn là thuộc địa của Anh, lợn rừng được các đoàn nông dân chuyên chở đến chợ bán trên những vệt đường mòn là tiền thân ngành đường sắt Hoa Kỳ ngày nay. Bức tường phố Wall ban đầu là để chắn lợn rừng vì lợn rừng vì thói quen rũi mọi thứ dưới đất nên đã phá hoại rất nhiều hoa màu của các trang trại Mỹ. Ở Manhattan, New York, các nông dân buộc phải dựng lên một bức tường (wall) để bảo vệ hoa màu khỏi lợn rừng. Tên viết tắt U.S của Mỹ liên quan đến lợn gắn với một người bán thịt lợn tên Uncle Sam (Bác Sam) đã tiếp tế vài trăm thùng thịt lợn trên tàu cho quân đoàn Mỹ. Cũng tại Hoa Kỳ, một số trường phổ thông (sơ, trung và cao cấp) cũng như trường đại học có các con vật lấy phước là lợn hay tương tự như lợn. Đáng chú ý nhất trong số này là Đại học Arkansas với con vật lấy phước của đội thể thao của trường là một con lợn lòi (Sus scrofa). Lợn đôi khi được dùng để ví với người Winston Churchill nói rằng "Con chó ngước lên nhìn chúng ta. Con mèo nhìn xuống chúng ta, còn con lợn thì coi chúng ta là ngang hàng". Ở Đức, tham dự vào buổi tiệc có thịt heo vào đêm Noel có ý nghĩa ngăn ngừa quỷ thần và đem lại thịnh vượng, tiền tài cho năm mới.

### Tôn giáo
Người theo Hồi giáo bị cấm không được ăn thịt lợn, theo kinh Qur'an. Người Do Thái cũng bị cấm ăn thịt lợn, theo luật Kashrut. Trong Phúc âm, chúa Giê-su đã kể một câu chuyện ngụ ngôn về đứa con trai hoang đàng. Khi ăn chơi hết tiền cậu ta phải xin làm người nuôi lợn thuê, mong ước là có thể ăn thức ăn của lợn nhưng không ai cho. Cũng trong Phúc âm, chúa Giê-su thực hiện một phép màu bằng cách làm cho con quỷ ám ảnh con người đi vào một bầy lợn và sau đó làm nó phải chạy trốn tới một vách đá và sau đó bị chết đuối.

## Các con lợn
- Trư Bát Giới, Trư Bát Giới là nhân vật mang tính cách phát triển và phức tạp. Bát Giới có hình hài như một quái vật gớm ghiếc, "nửa lợn, nửa người" Tên gọi khác của Bát Giới là Trư Ngộ Năng do Quan Thế Âm Bồ Tát đặt cho nghĩa là: "con lợn (tái sinh) nhận ra, ngộ ra khả năng của mình" để ám chỉ việc Bát Giới luôn tự đánh giá mình quá cao mà quên mất mình mang một hình hài kinh khủng. Tam Tạng đặt tên là Bát Giới với ý nghĩa là "Tám ranh giới bị kiềm chế" (không sát sinh, không trộm cắp, không dâm dục, không nói bậy, không uống rượu, không trang điểm, không nằm ngồi giường quá rộng, ăn chay. Bát Giới cũng luôn đẩy những người đồng hành vào rắc rối bởi sự lười biếng, thói háu ăn và bản tính háo sắc trước những cô gái đẹp. Nhân vật này tỏ ra ghen tị với Tôn Ngộ Không và lúc nào cũng tìm cách hạ bệ Ngộ Không.
- Chú lợn mang tê Thủ lĩnh trong tác phẩm Trại súc vật là một chú lợn đực là cảm hứng cho cuộc Nổi dậy trong cuốn sách. Nó 12 tuổi. Theo một cách giải thích, nó có thể dựa trên cả Karl Marx, người sáng lập Chủ nghĩa Marx hiện đại và là cơ sở cho Chủ nghĩa cộng sản, (trong đó nó miêu tả xã hội lý tưởng mà các con vật sẽ tạo ra nếu con người bị lật đổ) và Vladimir Lenin (ở điều cái đầu lâu của nó được đặt ở một nơi trưng bày công cộng được tôn trọng, như xác ướp của Lenin). Tuy nhiên, theo Christopher Hitchens: "các tính chất cá nhân của Lenin và Trotsky được tổng hợp vào trong một nhân vật [ví dụ, Snowball], hay, nó thậm chí có thể [...] nói, hoàn toàn không có Lenin."[4]
- Chú lợn Napoleon: Một con lợn đực Berkshire hung dữ, chú lợn Berkshire duy nhất tại trang trại, không phải là một nhân vật chỉ nói phét, mà với một danh tiếng vì đi theo con đường riêng của mình",[5] Napoleon là kẻ bạo chúa và hung ác chính duy nhất của Trại súc vật. Nó bắt đầu dần xây dựng quyền lực, sử dụng những con chó con bị bắt đi khỏi bố mẹ, những con chó Jessie và Bluebell, và nuôi dạy chúng trở thành những con chó hung ác, như cảnh sát mật của mình. Sau khi đuổi Snowball khỏi trang trại, Napoleon nắm quyền lực tuyệt đối, sử dụng tuyên truyền giả tạo của Squealer và đe doạ cùng sự doạ dẫm của các con chó để giữ các con vật khác tuân theo luật lệ. Trong số những điều khác, nó dần thay đổi các điều răn để mang lợi cho mình. Tới cuối cuốn sách, Napoleon và những con lợn đồng minh của nó đã học đứng thẳng và bắt đầu hành động như con người là cái ban đầu đã khiến chúng nổi dậy.: Trong phiên bản tiếng Pháp đầu tiên của Trại súc vật, Napoleon được gọi là César, cách đọc tiếng Pháp của Caesar,[6] dù bản dịch khác gọi nó là Napoléon.[7]
- Chú lợn Snowball: Đối thủ của Napoleon và ban đầu là lãnh đạo của trang trại sau khi Jones bị lật đổ. Có lẽ nó là sự ám chỉ tới Leon Trotsky, dù theo ý kiến của Orwell về Trotsky nó có thể được coi là sự đại diện của những người Menshevik. Nó được hầu hết các con vật ủng hộ và tin tưởng vì đã lãnh đạo mang lại một vụ mùa bội thu đầu tiên, nhưng đã bị Napoleon đuổi khỏi trang trại. Snowball đã lãnh đạo những công việc hiệu quả cho trang trại và các con vật và có những kế hoạch nhằm giúp các con vật đạt được một xã hội quân bình không tưởng, nhưng Napoleon và những con chó của nó đã đuổi Snowball khỏi trang trại, và Napoleon tung ra những tin đồn khiến Snowball trở thành ma quỷ, tham nhũng và nó đã bí mật phá hoại những nỗ lực của các con vật nhằm cải thiện trang trại.
- Chú lợn Squealer: Một con lợn thịt nhỏ, trắng, béo là cánh tay phải của Napoleon và là bộ trưởng tuyên truyền. Squealer đã sử dụng ngôn ngữ để giải thích, bào chữa và tán dương mọi hành động của Napoleon. Squealer hạn chế tranh luận bằng cách làm nó trở nên phức tạp và nó từ chối và làm mất phương hướng, ví dụ nó đưa ra tuyên bố rằng những con lợn cần các đồ xa xỉ nhằm làm việc một cách hiệu quả. Tuy nhiên, khi các vấn đề vẫn cứ tồn tại dai dẳng, nó thường sử dụng cách đe doạ sự quay trở lại của Ông Jones, người chủ cũ của trang trại, để bào chữa cho những ưu tiên dành cho loài lợn. Squealer sử dụng những chiến thuật để thuyết phục các con vật rằng cuộc sống đang ngày càng tốt lên. Đa số các con vật chỉ có quá khứ mờ nhạt về đời sống trước cách mạng; vì thế, chúng đã tin tưởng. Cuối cùng, nó là con vật đầu tiên đi bằng hai chân sau.
- Ba chú heo con trong truyện cổ tích cùng tên. Ba chú heo con phải rời lợn mẹ ra ở riêng. Chú heo con đầu tiên xây một ngôi nhà bằng rơm, nhưng con sói đã thổi bay ngôi nhà và ăn thịt chú. Chú heo con thứ hai xây một ngôi nhà bằng gỗ cây kim tước, nhưng cũng bị sói thổi bay nhà rồi ăn thịt. Đến chú heo thứ ba, xây ngôi nhà bằng gạch, vì vậy con sói không thể thổi đổ được. Nó bèn nghĩ kế lừa chú heo ra khỏi nhà bằng cách hẹn gặp chú ở nhiều nơi khác nhau, nhưng lần nào cũng thất bại. Cuối cùng, nó phải trèo vào nhà qua đường ống khói, rơi vào cái vạc toàn nước sôi của chú heo. Heo liền đậy nắp lại, nấu chín rồi ăn thịt sói.

## Thành ngữ
Ngoài ra, người ta cũng dùng từ liên quan đến hình ảnh của con lợn để chỉ một số khía cạnh trong cuộc sống như:
- Lợn lành thành lợn què

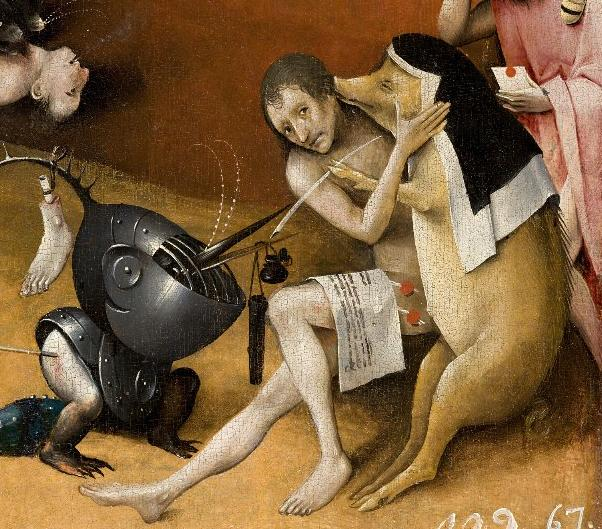
Tranh biếm họa về lợn và người

- Trông mặt mà bắt hình dong/Con lợn có béo bộ lòng mới ngon
- Con gà cục tác lá chanh/Con lợn ủn ỉn mua hành cho tôi
- Mua heo chọn nái, mua gái chọn dòng
- Nuôi heo thì phải vớt bèo/Lấy vợ thì phải nợp cheo cho làng
- Quê hương ta lúa nếp thơm nồng/Tranh Đông Hồ gà lợn nét tươi trong (Bên kia sông Đuống - Hoàng Cầm)
- Lợn cấn ăn cám tốn (đối lại với câu: Chó khôn chớ cắn càn)
- Lợn cưới áo mới: Khoe đồ đẹp
- Lợn đói cả năm không bằng tằm đói một bữa
- Chăn lợn ba năm không bằng chăn tằm một lứa
- Ba bà đi bán lợn con, lon ton chạy về/ba bà đi bán lợn sề, chạy về lon ton
- Đầu gà, má lợn
- Giàu nuôi chó, khó nuôi heo
- Hùm nằm cho lợn liếm lông
- Người ta thách lợn, thách gà/Nhà em thách cưới, một nhà khoai lang
- Đồ con lợn như là một câu chửi
- Con lợn da trắng dùng để chửi những người phương Tây da trắng,
- Mập như heo chế diễu một ai đó mập
- [Háu] ăn như heo: Chế diễu ai đó ham ăn
- Tuồng chó lợn hay phường chó lợn: Câu chỉ sự khinh mạn
- Phim heo tên gọi chỉ về những bộ phim có nội dung đồi trụy
- Lợn chê chó có bọ
- Lợn không cào, chó nào sủa
- Lợn đầu cau cuối
- Lợn rọ, chó thui
- Lợn ăn xong lợn nằm, lợn béo/Lợn ăn xong lợn réo, lợn gầy
- Lợn đói một bữa bằng người đói cả năm
- Lợn nước mạ, cá nước rươi
- Lợn thả, gà nhốt
- Lợn bột thì ăn thịt ngon, lợn nái thì đẻ lợn con cũng lời
- Lợn trong chuồng thả ra mà đuổi: chê người thích đưa việc vào mình
- Cưới em anh nghĩ cũng lo/Con lợn chẳng có, con bò thì không
- Chăn nuôi vừa khéo vừa khôn/Quanh năm gà lợn xuất chuồng quanh năm
- Giàu lợn nái, lãi gà con
- Đang khi lửa tắt cơm sôi/Lợn đói, con khóc, chồng đòi tòm tem
- Còn duyên anh cưới ba heo/hết duyên anh đánh ba hèo đuổi đi
- Cồng cộc bắt cá dưới bàu/Cha mẹ mày giàu, đám giỗ đầu heo
- Bố chồng là lông con lợn/Mẹ chồng như tượng mới tô Nàng dâu mới về là bồ chịu chửi
- Bao nhiêu củ rím củ hà/Để cho con lợn con gà nó ăn
- Mẹ em tham thúng xôi dền/Tham con lợn béo, tham tiền Cảnh Hưng
- Anh giúp một thúng xôi vò/Một con lợn béo một vò rượu tăm
- Yêu nhau chả lấy được nhau/Con lợn bỏ đói buồng cau bỏ già
- Hai vợ nằm chèo queo/Ba vợ ra chuồng heo mà nằm
- Giả heo ăn hổ (thành ngữ Trung Quốc)
- Lợn giò, bò bắp
- Ruột heo hơn phèo trâu
- Lợn da trắng (Bạch bì trư) là câu chửi miệt thị đối với người da trắng